# Caprellidae
Caprellidae es una familia de crustáceos anfípodos marinos. Sus 404 especies se distribuyen por todo el mundo

## Clasificación
Se reconocen los siguientes géneros agrupados en tres subfamilias:
- Eugastraulax Schurin, 1935
- Subfamilia Caprellinae Leach, 1814
  - Abyssicaprella McCain, 1966
  - Aciconula Mayer, 1903
  - Aeginella Boeck, 1861
  - Aeginellopsis Arimoto, 1970
  - Aeginina Norman, 1905
  - Caprella Lamarck, 1801
  - Caprellaporema Guerra-García, 2003
  - Cubadeutella Ortiz, Guerra-García & Lalana, 2009
  - Deutella Mayer, 1890
  - Eupariambus K.H. Barnard, 1957
  - Hemiaegina Mayer, 1890
  - Heterocaprella Arimoto, 1976
  - Liriarchus Mayer, 1912
  - Liriopes Arimoto, 1978
  - Liropropus Laubitz, 1995
  - Liropus Mayer, 1890
  - Mantacaprella Vázquez-Luis, Guerra-García, Carvalho & PNG-Gonzalez, 2013
  - Mayerella Huntsman, 1915
  - Metacaprella Mayer, 1903
  - Metaprotella Mayer, 1890
  - Monoliropus Mayer, 1903
  - Noculacia Mayer, 1903
  - Orthoprotella Mayer, 1903
  - Paracaprella Mayer, 1890
  - Paradeutella Mayer, 1890
  - Paradicaprella Hirayama, 1990
  - Paraprotella Mayer, 1903
  - Pariambus Stebbing, 1888
  - Parvipalpina Stephensen, 1944
  - Parvipalpus Mayer, 1890
  - Pedoculina Carausu, 1941
  - Pedonculocaprella Kaim-Malka, 1983
  - Pedotrina Arimoto, 1978
  - Postoparacaprella Arimoto, 1981
  - Premohemiaegina Arimoto, 1978
  - Pretritella Arimoto, 1980
  - Proaeginina Stephensen, 1940
  - Proliropus Mayer, 1903
  - Propodalirius Mayer, 1903
  - Protella Dana, 1853
  - Protellina Stephensen, 1944
  - Protellopsis Stebbing, 1888
  - Protoaeginella Laubitz & Mills, 1972
  - Prototritella Arimoto, 1977
  - Pseudaeginella Mayer, 1890
  - Pseudolirius Mayer, 1890
  - Pseudoliropus Laubitz, 1970
  - Pseudoprotella Mayer, 1890
  - Tanzacaprella Guerra-García, 2001
  - Thorina Stephensen, 1944
  - Triantella Mayer, 1903
  - Triliropus Mayer, 1903
  - Triperopus Mayer, 1903
  - Triprotella Arimoto, 1970
  - Tritella Mayer, 1890
  - Tropicaprella Guerra-García & Takeuchi, 2003
  - Verrucaprella Laubitz, 1995
- Subfamilia Paracercopinae Leach, 1814
  - Cercops Krøyer, 1843
  - Paracercops Vassilenko, 1972
  - Pseudocercops Vassilenko, 1972
- Subfamilia Phtisicinae Vassilenko, 1968
  - Aeginoides Schellenberg, 1926
  - Caprellina Thomson, 1879
  - Caprellinoides Stebbing, 1888
  - Chaka Griffiths, 1974
  - Dodecas Stebbing, 1883
  - Dodecasella K. H. Barnard, 1931
  - Hemiproto McCain, 1968
  - Hircella Mayer, 1882
  - Jigurru Guerra-García, 2006
  - Liriarchus Mayer, 1912
  - Mayericaprella Guerra-García, 2006
  - Metaproto Mayer, 1903
  - Microtripus Lim, Rahim & Takeuchi, 2012